# XMLHttpRequest
L'XMLHttpRequest (XHR) és un API disponible als llenguatges script dels navegadors web com el JavaScript. S'utilitza per enviar peticions HTTP o HTTPS directament a un servidor i carregar-ne les dades de la resposta directament al programa. Les dades es poden rebre com a text XML i text pla, entre d'altres. Les dades de la resposta es poden utilitzar per alterar el DOM del document actiu a la finestra del navegador sense haver de carregar una nova pàgina web. La resposta també es pot avaluar per un llenguatge de programació del costat del client. Per exemple, si el text estigués formatejat com a JSON, es podria transformar fàcilment en un objecte al costat del client per a ús futur.
L'XMLHttpRequest té un paper important en l'Ajax. S'utilitza en moltes pàgines web per implementar aplicacions web dinàmiques. Alguns exemples d'aplicacions poden ser el Gmail, Google Maps i Facebook, entre d'altres. L'XMLHttpRequest és subjecte a la política del navegador del mateix origen, per motius de seguretat. Només es poden fer peticions al mateix servidor que va mostrar la pàgina original.